# ンドカ・チャールス
ンドカ・チャールス（NDUKA Charles、1998年8月8日 - ）は、埼玉県出身のプロサッカー選手。Jリーグ・鹿児島ユナイテッド所属。ポジションはFW。
サッカー選手のンドカ・ボニフェイスは実兄、女子ラグビーユニオン選手のンドカ・ジェニファは実妹。

## 来歴
小学生時代に所属した越谷サンシンでは各種大会で活躍し、個人賞も獲得したがJリーグの下部組織には合格できなかった。(なお同チームの同級生からは浦和レッドダイヤモンズと大宮アルディージャのJr.ユースに一名ずつ合格し加入した) 
中学生時代に所属したFC.KASUKABEでは、足元は上手いもののあまり身長が伸びず、相手を抜いてもフィジカルで抑えられてしまう場面が多くなってしまった。
高校は明秀日立高校へ、大学は城西大学へ進んだ。
2021年1月17日、2021年シーズンからのY.S.C.C.横浜加入内定が発表された。3月14日、J3第1節のカターレ富山戦でJリーグデビューを果たした。3月20日、J3第2節の福島ユナイテッドFC戦でJリーグ初ゴールを決めた。
2021年12月21日、2022年シーズンからFC岐阜へ完全移籍することが発表された。
2024年シーズンは鹿児島ユナイテッドFCへ完全移籍することとなった

## 所属クラブ
- 越谷サンシンスポーツ少年団
- FC KASUKABE
- 明秀学園日立高等学校
- 城西大学
- 2021年 Y.S.C.C.横浜
- 2022年 - 2023年 FC岐阜
- 2024年 - 鹿児島ユナイテッドFC

## 個人成績
| 国内大会個人成績 | 国内大会個人成績 | 国内大会個人成績 | 国内大会個人成績 | 国内大会個人成績 | 国内大会個人成績 | 国内大会個人成績 | 国内大会個人成績 | 国内大会個人成績 | 国内大会個人成績 | 国内大会個人成績 | 国内大会個人成績 |
| 年度             | クラブ           | 背番号           | リーグ           | リーグ戦         | リーグ戦         | リーグ杯         | リーグ杯         | オープン杯       | オープン杯       | 期間通算         | 期間通算         |
| 年度             | クラブ           | 背番号           | リーグ           | 出場             | 得点             | 出場             | 得点             | 出場             | 得点             | 出場             | 得点             |
| 日本             | 日本             | 日本             | 日本             | リーグ戦         | リーグ戦         | リーグ杯         | リーグ杯         | 天皇杯           | 天皇杯           | 期間通算         | 期間通算         |
| ---------------- | ---------------- | ---------------- | ---------------- | ---------------- | ---------------- | ---------------- | ---------------- | ---------------- | ---------------- | ---------------- | ---------------- |
| 2021             | YS横浜           | 11               | J3               | 22               | 6                | -                | -                | 2                | 1                | 24               | 7                |
| 2022             | 岐阜             | 45               | J3               | 27               | 2                | -                | -                | 2                | 0                | 29               | 2                |
| 2023             | 岐阜             | 45               | J3               | 36               | 7                | -                | -                | 1                | 1                | 37               | 8                |
| 2024             | 鹿児島           | 92               | J2               | 22               | 2                | 1                | 0                | 0                | 0                | 23               | 2                |
| 2025             | 鹿児島           | 92               | J3               |                  |                  |                  |                  |                  |                  |                  |                  |
| 通算             | 日本             | 日本             | J2               | 22               | 2                | 1                | 0                | 0                | 0                | 23               | 2                |
| 通算             | 日本             | 日本             | J3               | 85               | 15               | -                | -                | 5                | 2                | 90               | 17               |
| 総通算           | 総通算           | 総通算           | 総通算           | 107              | 17               | 1                | 0                | 5                | 2                | 113              | 19               |

出場歴
- Jリーグ初出場 - 2021年3月14日 J3第1節 カターレ富山戦 (ニッパツ三ツ沢球技場)
- Jリーグ初得点 - 2021年3月20日 J1第2節 福島ユナイテッドFC戦 (とうほう・みんなのスタジアム)